# Ganesh Chandra Das
Ganesh Chandra Das (गणेश चन्द्र दास) (1942) es un botánico, y profesor indio, que desarrolla su actividad académica en la Universidad de Kalyani, donde obtuvo en 1970 el M.Sc. y en 1981 el Ph.D..
- La abreviatura «G.C.Das» se emplea para indicar a Ganesh Chandra Das como autoridad en la descripción y clasificación científica de los vegetales.[3]